# Julian Jordan
Julian Dobbenberg (sinh ngày 20 tháng 8 năm 1995), được biết đến với nghệ danh Julian Jordan, là một nhạc sĩ, DJ và nhà sản xuất thu âm người Hà Lan đến từ Apeldoorn. Anh được biết đến với các bài hát "Kangaroo" với Sander van Doorn và "BFAM" với Martin Garrix.

## Sự nghiệp

### 2012–2014
Khi còn nhỏ, Dobbenberg đã phát triển niềm đam mê âm nhạc của bản thân. Năm năm tuổi, anh theo học tại một trường âm nhạc và quan tâm đến nhiều loại nhạc cụ gõ. Năm 14 tuổi, anh sản xuất bài hát đầu tiên "Yxalag" và xuất bản lên internet. Bài hát đã thu hút sự chú ý của một số hãng thu âm. Năm 2012, anh phát hành ca khúc "Travel B" và "Lynxed" dưới nhãn đĩa Suit Records và Plasmapool.
Trước khi tốt nghiệp ra trường, anh ký hợp đồng với Spinnin 'Records, một hãng thu âm độc lập của Hà Lan lúc bấy giờ. Trong thời kỳ này, âm nhạc của anh mang đặc trưng của electro và progressive house. Thông qua Spinnin', anh đã gặp và kết bạn với Martin Garrix, người đã học tại Học viện Herman Brood. Năm đó, anh phát hành đĩa đơn đầu tay của mình với Spinnin' có tựa đề "Rock Steady", sau đó anh cũng đặt tên cho chương trình radio của mình là Rock Steady Radio. Sau đó anh được MTV đặt tên là nghệ sĩ đáng xem.
Vào ngày 20 tháng 8 năm 2012, anh hợp tác với Sander van Doorn để phát hành đĩa đơn "Kangaroo". Năm đó vào tháng 11, anh phát hành đĩa đơn "BFAM" với Garrix. Tên bài hát là từ viết tắt của "brother from another mother". Năm 2013, Dobbenberg phát hành đĩa đơn "Ramcar" và "Childish Grandpa". Sau này được tạo ra với sự hợp tác của TV Noise. Năm 2014, một sản phẩm hợp tác với bộ đôi DJ người Đức Twoloud đã được phát hành. Tựa đề được gọi là "Rockin" và bài hát được phát hành vào ngày 14 tháng 2 năm 2014.

### 2015–nay

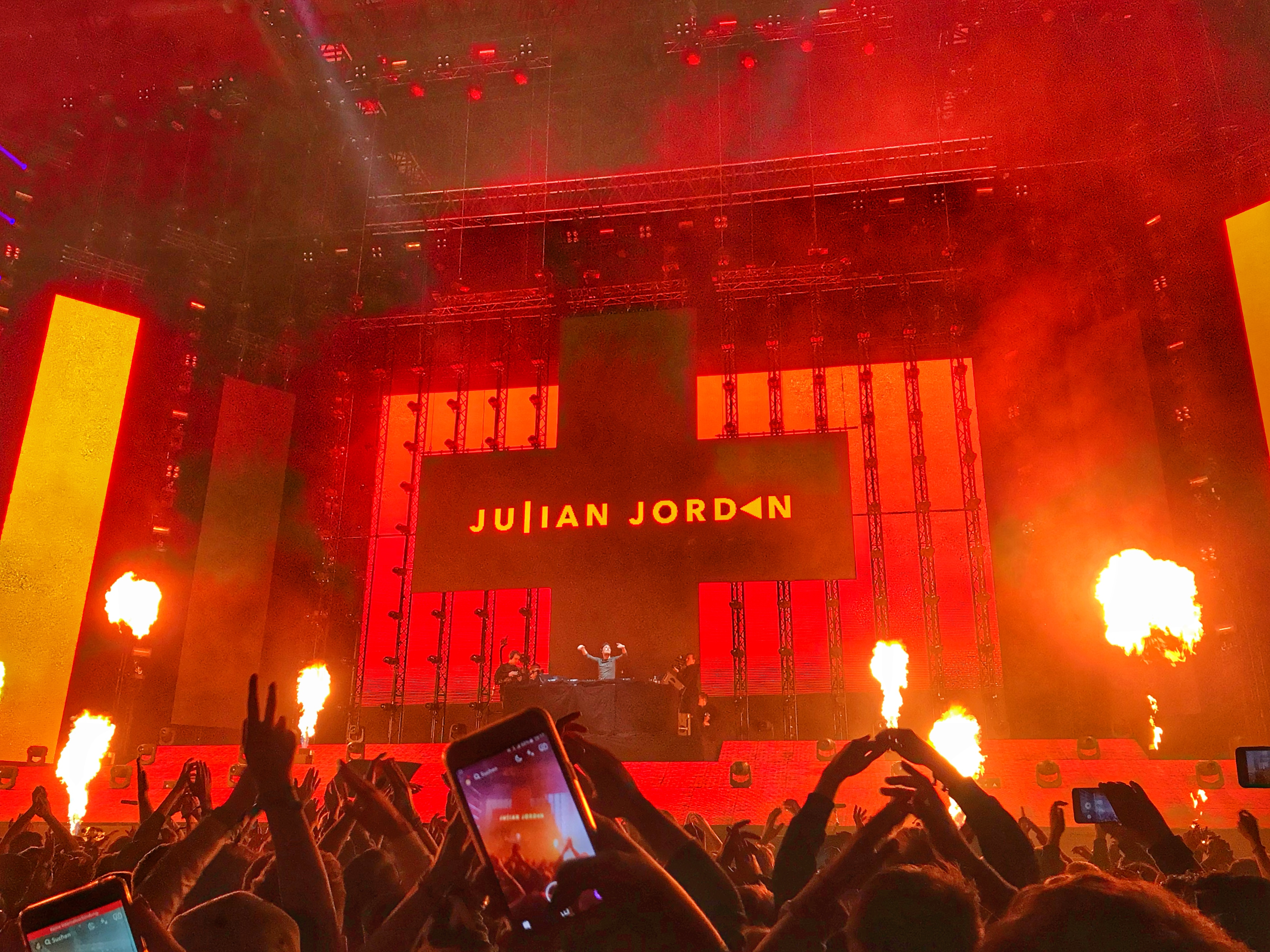
Julian Jordan năm 2017.

Vào ngày 16 tháng 2 năm 2015, bài hát "Rage" của anh được phát hành dưới dạng đĩa đơn. Đây là sự hợp tác với Van Doorn và bộ đôi DJ người Hà Lan Firebeatz. Vào tháng 5 năm 2015, đĩa đơn "Blinded By the Light" được phát hành. Dobbenberg sau đó đã phát hành bài hát "Lost Words" dưới nhãn đĩa Spinnin 'Records. Năm 2016, Dobbenberg tuyên bố chấm dứt hợp đồng với Spinnin'. Sau đó, anh ký hợp đồng với Revealed Recordings với đĩa đơn đầu tay của mình với nhãn đĩa mang tên "Pilot", được phát hành vào ngày 4 tháng 4 năm 2016. "A Thousand Miles", một đĩa đơn do Dobbenberg phát hành với ca sĩ Ruby Prophet, là đĩa đơn đầu tay của anh. trên hãng thu âm Goldkid của riêng mình, đây là một dấu ấn của Armin van Buuren'. Sau bài hát, anh phát hành "Rebound" và "Midnight Dancers". Cuối năm đó, anh lại hợp tác với Garrix để phát hành đĩa đơn "Welcome", nằm trong EP Seven của Garrix và album phòng thu đầu tay của Dobbenberg là It's Julian Jordan, được phát hành vào tháng 12. "Find Love" được phát hành dưới dạng đĩa đơn trong album.
Năm 2017, anh phát hành ca khúc "Always" và "Say Love". Anh ấy cũng thiết kế lại hãng thu âm của mình "Goldkid" và phát hành "Saint" và "Chinook" dưới dạng đĩa đơn. Vào tháng 9 năm đó, anh phát hành ca khúc "Night of the Crowd" dưới dạng hợp tác với Steff Da Campo. Một đĩa đơn khác được phát hành vào năm đó có tựa đề "Light Years Away", được thu âm với TYMEN. Anh đã đứng thứ 94 trong cuộc bình chọn Top 100 DJs của DJ Mag năm 2017.  Anh trở thành DJ thường trú tại Omnia at Caesars Palace.

## Danh sách đĩa nhạc

### Đĩa mở rộng
| Tiêu đề | Thông tin                                                                                     |
| ------- | --------------------------------------------------------------------------------------------- |
| Goldkid | - Phát hành: 15 tháng 6 năm 2018 - Nhãn đĩa: Goldkid Records - Định dạng: Tải kỹ thuật số, CD |

### Đĩa đơn
| Tiêu đề                                                                      | Năm  | Vị trí cao nhất trên bảng xếp hạng |
| Tiêu đề                                                                      | Năm  | USDance                            |
| ---------------------------------------------------------------------------- | ---- | ---------------------------------- |
| "Colette"                                                                    | 2011 | —                                  |
| "Rock Steady"                                                                | 2012 | —                                  |
| "Oxford" (với TV Noise)                                                      | 2012 | —                                  |
| "Kangaroo" (với Sander van Doorn)                                            | 2012 | 43                                 |
| "Bfam" (với Martin Garrix)                                                   | 2012 | —                                  |
| "Ramcar"                                                                     | 2013 | —                                  |
| "Aztec"                                                                      | 2013 | —                                  |
| "Up in This!"                                                                | 2014 | —                                  |
| "Slenderman"                                                                 | 2014 | —                                  |
| "Rockin" (với twoloud)                                                       | 2014 | —                                  |
| "Angels x Demons"                                                            | 2014 | —                                  |
| "The Takedown"                                                               | 2015 | —                                  |
| "Blinded by the Light"                                                       | 2015 | —                                  |
| "Lost Words"                                                                 | 2015 | —                                  |
| "Feel The Power" (với Stino)                                                 | 2015 | —                                  |
| "All Night"                                                                  | 2016 | —                                  |
| "Pilot"                                                                      | 2016 | —                                  |
| "Rebound"                                                                    | 2016 | —                                  |
| "A Thousand Miles" (ft. Ruby Prophet)                                        | 2016 | —                                  |
| "Midnight Dancers"                                                           | 2016 | —                                  |
| "Memory"                                                                     | 2016 | —                                  |
| "Welcome" (với Martin Garrix)                                                | 2016 | —                                  |
| "Always" (với Choco)                                                         | 2017 | —                                  |
| "Say Love" (với SJ)                                                          | 2017 | —                                  |
| "Saint"                                                                      | 2017 | —                                  |
| "Chinook"                                                                    | 2017 | —                                  |
| "Light Years Away" (với Tymen)                                               | 2017 | —                                  |
| "Ghost"                                                                      | 2018 | —                                  |
| "Zero Gravity" (với Alpharock)                                               | 2018 | —                                  |
| "Attention" (với Timmy Trumpet)                                              | 2018 | —                                  |
| "Never Tired of You"                                                         | 2018 | —                                  |
| "Tell Me The Truth"                                                          | 2018 | —                                  |
| "Glitch" (với Martin Garrix)                                                 | 2018 | ―                                  |
| "Backfire" (với Seth Hills)                                                  | 2019 | ―                                  |
| "Oldskool"                                                                   | 2019 | ―                                  |
| "To the Wire"                                                                | 2019 | ―                                  |
| "Bassline"                                                                   | 2019 | ―                                  |
| "Next Level"                                                                 | 2019 | ―                                  |
| "Oh Lord" (với Daijo)                                                        | 2020 | ―                                  |
| "Love You Better" (ft. Kimberly Fransens)                                    | 2020 | ―                                  |
| "Destination"                                                                | 2020 | ―                                  |
| "Without You" (với Brooks)                                                   | 2020 | ―                                  |
| "Nobody Knows"                                                               | 2020 | ―                                  |
| "Badboy" (ft. Titus)                                                         | 2020 | ―                                  |
| "Boss"                                                                       | 2020 | —                                  |
| "Big Bad Bass"                                                               | 2021 | ―                                  |
| "Let Me Be the One" (với Guy Arthur)                                         | 2021 | ―                                  |
| "The Box" (với Will K)                                                       | 2021 | ―                                  |
| "—" biểu thị đĩa đơn không được xếp hạng hoặc không phát hành tại khu vực đó |      |                                    |

### Remix
2012
- Lights – "Banner" (Julian Jordan Remix)
- Sander van Doorn và Mayaeni – "Nothing Inside" (Julian Jordan Remix)
- Labyrinth – "Treatment" (Julian Jordan Remix)
- DJ Fresh ft. RaVaughn – "The Feeling" (Julian Jordan Remix)
- Neil Davidge – "To Galaxy" (Julian Jordan & Sander van Doorn Remix)
- Matt Nash and Dave Silcox – "Praise You" (Julian Jordan Remix)

2017
- Armin van Buuren - This Is A Test (Julian Jordan Remix)[36]
- Martin Garrix featuring Troye Sivan – "There for You" (Julian Jordan Remix)

2018
- LNY TNZ ft. Laurell & Mann – "After Midnight" (Julian Jordan Remix)[37]

2019
- Martin Garrix và Matisse & Sadko featuring Michel Zitron – "Hold On" (Julian Jordan Remix)[38]

2020
- NOTD và Nina Nesbitt - "Cry Dancing" (Julian Jordan Remix)[39]